# Peter Zenk
Peter Zenk (* 26. September 1943 in München) ist ein deutscher Filmproduzent.

## Erfolge
Peter Zenk erhielt den Bayerischen Filmpreis (Produzentenpreis 1994) für Charlie & Louise – Das doppelte Lottchen.
Gemeinsam mit Uschi Reich produzierte Zenk mehrere Kinderfilme, darunter die Filme über die Wilden Hühner nach der Buchreihe Die Wilden Hühner von Cornelia Funke sowie Emil und die Detektive und Das fliegende Klassenzimmer als Verfilmungen von Kinderbüchern von Erich Kästner. Der Film Das fliegende Klassenzimmer erhielt den Deutschen Filmpreis (Filmpreis in Gold 2003, Bester Kinder- und Jugendfilm) und den Bayerischen Filmpreis (Produzentenpreis 2003). Unter anderem wirkte er 2014 in dem Fernsehfilm „Sophie kocht“ mit, in dem unter anderen auch Annette Frier und Alfons Schuhbeck mitspielten.
Zenk ist Mitglied der Deutschen Filmakademie.

## Produktionen (Auswahl)
- 2015: Sophie kocht
- 2008/2009: Die Wilden Hühner und das Leben
- 2008: Summertime Blues
- 2006/2007: Das doppelte Lottchen
- 2006/2007: Die Wilden Hühner und die Liebe
- 2005/2006: Die wilden Hühner
- 2005/2006: TKKG – Das Geheimnis um die rätselhafte Mind-Machine
- 2002: Das fliegende Klassenzimmer
- 2000/2001: Emil und die Detektive
- 1998/1999: Pünktchen und Anton
- 1997/1998: Frau Rettich, die Czerni und ich
- 1994: Charlie & Louise – Das doppelte Lottchen
- 1992: Manta Manta
- 1992: Ein Fall für TKKG: Drachenauge
- 1987: Der Unsichtbare
- 1985: Der Formel Eins Film
- 1983: Gib Gas – Ich Will Spaß
- 1981: Das Arche-Noah-Prinzip
- 1979: Das Ding